# Elecciones parlamentarias de Kiribati de 2015-2016
Las elecciones parlamentarias de Kiribati de 2015-2016 se celebraron el 30 de diciembre de 2015 y tuvieron una segunda vuelta el 7 de enero de 2016 para renovar 44 de los 46 escaños de la Cámara de la Asamblea, mediante votación universal, directa, personalizada y secreta. Los miembros electos durarán cuatro años en el ejercicio de sus funciones.
Fueron las decimosegundas elecciones parlamentarias desde 1978 y las decimoprimeras desde la constitución de 1979 que estableció la creación del actual órgano legislativo.
Las elecciones resultaron en la victoria de Pilares de la Verdad [Boutokan Te Koaua Party], partido del expresidente Anote Tong, con 26 de los 46 escaños de la asamblea nacional.
Los principales temas de la campaña fueron los retos en cambio climático, empleo, desarrollo económico y corrupción.

## Sistema Electoral
Para la elección de 44 de los 46 diputados a la Asamblea Nacional [Maneaba ni Maungatabu] se aplican tres métodos, 44 de ellos son elegidos por una versión propia del sistema de segunda vuelta electoral en 23 circunscripciones algunas uninominales y otras plurinominales. Un candidato era elegido en primera ronda si obtenía más del 50 % de los votos en su distrito, como no se logró esto y quedaron sillas vacías y en varios distritos no hubo un claro ganador, sería una segunda ronda con el número de candidatos igual al número de sillas que quedaban más dos, si hubiera empate en esta ronda sería necesaria una tercera ronda electoral, pero no fue necesaria. Los otros 2 miembros de la Asamblea viene uno de ellos elegido por el Consejo de líderes de la Isla Rabí y otro elegido después de las elecciones.

## Resultados
De los 44 escaños, 19 fueron ganados en la primera ronda y 25 en la segunda ronda. En primera ronda, entre otros el titular Tom Murdoch perdió su curul y en la segunda el ministro de Trabajo, el ministro de Medio ambiente y Teatao Teannaki, 1 de los 3 expresidentes en la Asamblea perdieron sus curules. De los 46 diputados solo 3 son mujeres.
| Partidos                           | Primera ronda | Primera ronda | Primera ronda | Segunda ronda | Segunda ronda | Segunda ronda | Escaños totales | +/– |
| Partidos                           | Votos         | %             | Escaños       | Votos         | %             | Escaños       | Escaños totales | +/– |
| ---------------------------------- | ------------- | ------------- | ------------- | ------------- | ------------- | ------------- | --------------- | --- |
| Pilares de la Verdad               |               |               |               |               |               |               | 26              | +11 |
| Partido de la Coalición Unida      |               |               |               |               |               |               | 19              |     |
| Partido Maurin Kiribati            |               |               |               |               |               |               | 19              |     |
| Presidente electo                  | –             | –             | –             | –             | –             | –             | 1               | 0   |
| Votos nulos/en blanco              |               | –             | –             |               | –             | –             | –               | –   |
| Total                              |               |               | 19            |               |               | 25            | 46              | 0   |
| Votantes registrados/participación |               |               | –             |               |               | –             | –               | –   |
| Source: IPU                        |               |               |               |               |               |               |                 |     |